# یوما موری
یوما موری (ژاپنی: 森 夢真؛ زادهٔ ۲ ژوئیهٔ ۲۰۰۱) یک بازیکن فوتبال اهل ژاپن است.
از باشگاه‌هایی که در آن بازی کرده‌است می‌توان به باشگاه فوتبال آزول کلارو نومازو اشاره کرد.